# ホワイト・プレインズ駅

ホワイト・プレインズ駅（White Plains）は、ニューヨーク州ウエストチェスター郡ホワイト・プレインズにあるメトロノース鉄道の駅。

## 概要
メトロノース鉄道のハーレム線の駅である。この駅からニューヨーク州にあるグランド・セントラル駅に行ける。ホワイト・プレインズは大都市であり、ウェストチェスター郡にあるメトロノース鉄道の駅では一番利用者が多い駅である。

## 利用可能な鉄道路線／列車
メトロノース鉄道：
■ハーレム線
この駅はハーレム線の全列車がとまる。

## 駅構造
2面2線（単式と島式）のホームを持つ地上駅である。ホームの有効長は10車両。
| 1番線 | ホーム | 2番線 | ホーム |

| のりば | 路線        | 方向 | 行先                         | 備考            |
| ------ | ----------- | ---- | ---------------------------- | --------------- |
| 1      | ■ハーレム線 | 上り | グランド・セントラル方面     |                 |
| 2      | ■ハーレム線 | 下り | サウスイースト／ワセイク方面 |                 |
| (2)    | ■ハーレム線 | 下り |                              | 2番線降車ホーム |

奇数の番号の線は西に位置する。

## 隣の駅
メトロノース鉄道
■ハーレム線
ハーツデール - ホワイト・プレインズ - ノース・ホワイト・プレインズ